# Raymond Briggs
Raymond Redvers Briggs (Wimbledon, 18 de enero de 1934-Brighton, Inglaterra, 
9 de agosto de 2022) fue un ilustrador, caricaturista, novelista gráfico y autor británico.

## Biografía
Asistió a la escuela «Rutlish School for Boys» (primaria) y se graduó en la escuela «Wimbledon College of Art» en el Slade.
Alcanzó el éxito de crítica y público entre adultos y niños por The Snowman, un libro sin palabras cuya adaptación de dibujos animados se televisa y cuya adaptación musical se representa cada Navidad en el Reino Unido. Fue patrono de la Asociación de Ilustradores.

### Premios y distinciones
Briggs ganó las medallas Kate Greenaway (1966 y 1973) de la Asociación de Bibliotecas Británicas, en reconocimiento a la mejor ilustración de libros infantiles del año realizada por un ilustrador británico. Para el 50.º aniversario de la Medalla (1955–2005), un panel nombró a Father Christmas (1973) una de las diez obras ganadoras, tras una elección pública. Por su contribución como ilustrador infantil, Briggs fue finalista del Premio Hans Christian Andersen (1984).

## Obra publicada
- 1966: Mother Goose Treasury — premio en el Kate Greenaway Medal
- 1969: The Elephant and the Bad Baby (texto de Elfrida Vipont).
- 1969: 'Shackleton's Epic Voyage
- 1971: Jim and the Beanstalk
- 1973: Father Christmas — segundo lugar Kate Greenaway Medal
- 1975: Father Christmas Goes on Holiday
- 1977: Fungus the Bogeyman
- 1978: The Snowman
- 1980: Gentleman Jim
- 1982: When the Wind Blows
- 1984: The Tin-Pot Foreign General and the Old Iron Woman
- 1986: All in a Day (con Mitsumasa Anno et al)
- 1987: Unlucky Wally
- 1989: Unlucky Wally 20 Years On
- 1992: The Man
- 1994: The Bear
- 1998: Ethel and Ernest
- 2001: UG: Boy Genius of the Stone Age(comercio).
- 2001: The Adventures of Bert (texto de Allan Ahlberg).
- 2002: A Bit More Bert (texto de Allan Ahlberg).
- 2004: The Puddleman.
- 2019: Time For Lights Out.

## En cine y en televisión
- The Snowman (1982)
- Cuando el viento sopla (1986)
- Father Christmas (1991)
- 1998 DVD NTSC fullscreen

The Snowman (1993) 29 min; y
Father Christmas (1997) 25 min (incluye material de Father Christmas Goes on Holiday)
- The Bear (1999)
- Ivor the Invisible (2001)
- Fungus the Bogeyman (2004)
- Ethel and Ernest (2016)